# Liste der Kulturdenkmäler in Gödenroth
In der Liste der Kulturdenkmäler in Gödenroth sind alle Kulturdenkmäler der rheinland-pfälzischen Ortsgemeinde Gödenroth aufgeführt. Grundlage ist die Denkmalliste des Landes Rheinland-Pfalz (Stand: 27. Oktober 2023).

## Einzeldenkmäler
| Bezeichnung         | Lage                    | Baujahr                           | Beschreibung | Bild |
| ------------------- | ----------------------- | --------------------------------- | --- | ---- |
| Schulhaus           | Hauptstraße 33 Lage     | Mitte des 19. Jahrhunderts        | ehemalige Schule; Fachwerkhaus, verschiefert, Mitte des 19. Jahrhunderts                                                              | BW   |
| Evangelische Kirche | Hauptstraße 33a Lage    | 17. oder 18. Jahrhundert          | frühbarocker Saalbau, 17. oder 18. Jahrhundert, 1844–51 Anbau von Querhaus und Apsis, Bruchstein; bauliche Gesamtanlage mit Friedhof  | BW   |
| Pfarrhaus           | Hauptstraße 35 Lage     | erste Hälfte des 19. Jahrhunderts | ehemaliges Pfarrhaus; Krüppelwalmdachbau, verschiefert, erste Hälfte des 19. Jahrhunderts; bauliche Gesamtanlage mit Garten und Mauer | BW   |
| Wohnhaus            | Hauptstraße 65 Lage     | 1824                              | Fachwerkhaus, teilweise massiv und verschiefert, abgewalmtes Mansarddach, bezeichnet 1824                                             | BW   |
| Wohnhaus            | Im Faller 4 Lage        | 1783                              | Fachwerkhaus, teilweise massiv und verschiefert, bezeichnet 1783                                                                      | BW   |
| Hofanlage           | Raiffeisenstraße 2 Lage | 19. Jahrhundert                   | Hakenhof; Fachwerkhaus, teilweise verschiefert, 19. Jahrhundert                                                                       | BW   |
| Wohnhaus            | Salzgass 3 Lage         | Anfang des 19. Jahrhunderts       | Fachwerkhaus, verkleidet, abgewalmtes Mansarddach, Anfang des 19. Jahrhunderts                                                        | BW   |